# Nocerina 1910
L'Associazione Sportiva Dilettantistica Nocerina Calcio 1910, meglio nota come Nocerina, è una società calcistica italiana con sede nella città di Nocera Inferiore, 
in provincia di Salerno. Il club è molto sostenuto anche nella vicina città di Nocera Superiore. Milita in Serie D, la quarta divisione del campionato italiano.
Venne fondata nel 1910, con il nome Associazione Giovanile Nocerina, grazie all'iniziativa di un ristretto gruppo, e il suo primo presidente fu Carlo Cattapani.
I giocatori furono definiti molossi in occasione della gara vinta contro il Napoli nel 1928 per 1 a 0. La squadra ha giocato per tre stagioni in Serie B, nel 1947-1948, nel 1978-1979 e nel 2011-2012.
Nella stagione 2013-2014 ha militato nel campionato di Lega Pro Prima Divisione, dal quale però è stata esclusa in itinere per illecito sportivo. Nella stagione 2014-2015 riparte dall'Eccellenza.
Nella stagione 2015-2016, a seguito della rinuncia dell'A.S.G. Nocerina al campionato di competenza, riparte dall'Eccellenza sotto il nome di A.S.D. Città di Nocera 1910.
Nella stagione 2016-2017, la società cambia denominazione in A.S.D. Nocerina 1910.

## Storia

### Le origini
L'Associazione Giovanile Nocerina nasce il 1º febbraio 1910 per iniziativa di Carlo Cattapani, insieme a Manlio Spera, Salvatore Buonocore (i tre primi presidenti dell'associazione), Gabriele Sellitti (tra i primi allenatori della sezione calcistica), Giuseppe Belsito, Umberto Landolfi, Oreste e Salvatore Gabola . Inizialmente l'associazione si impegna nel teatro, podismo e ciclismo (per le quali l'associazione crea la Coppa AGN), il 24 ottobre 1910, a pochi mesi dalla fondazione, Cattapani con la sua associazione corre in soccorso ai cittadini di Cetara, martoriati da una tremenda alluvione.
Il primo incontro di calcio si tiene solo il 1º novembre 1914, in un'amichevole al Piazza D'Armi (il primo campo di calcio regolare della provincia), contro una formazione della vicina Pagani (Pagani F.B.C.). I nocerini vincono per 1 a 0. La divisa era già quella rosso-nera; riportano una vittoria dei "rosso e neri" di Nocera per 2 a 0 nella successiva sfida a Nola.
Nel 1919 la squadra gioca il primo derby con la neonata Salernitana vinto dalla Nocerina per 2 a 1 ("con assist del pubblico per il gol decisivo" secondo i giornali di Salerno; "punto validissimo" secondo invece le cronache dei padroni di casa).

### Gli anni venti

Ernest Erbstein, allenatore della Nocerina nella stagione 1929-1930

Nel 1921 la Nocerina si affilia a Roma alla neonata Federazione Calcio Sud Italia. Viene negata l'ammissione alla prima divisione e si tiene uno spareggio con la U.S. Cavese: nella partita di andata a Nocera la squadra vince per 3 a 1 e il ritorno termina 2-2, con l'annullamento di una successiva rete della Cavese per l'invasione di campo dei tifosi del Nocera. La squadra non passa comunque in prima divisione "per non aver disputato, l'anno precedente, il campionato di promozione".
L'anno successivo si ha nuovamente uno spareggio contro la Cavese, con due pareggi e accesi contrasti tra le tifoserie. Al nuovo spareggio a Bagnoli la Nocerina non si presenta a causa di un rifiuto nella concessione dei giocatori da parte del distretto militare e viene sconfitta a tavolino per 2 a 0.
La squadra vince il girone B del campionato di seconda divisione 1923-1924, con record di imbattibilità del portiere Ugo Bartoli per 1029 minuti, accedendo al torneo per il titolo di campione di seconda divisione.
Nella stagione 1927-1928 giocano ancora in seconda divisione, raggiungendo la salvezza. È l'anno della prima associazione della squadra al simbolo dei molossi. Nei derby con la Salernitana le partite terminano con due pareggi.
Nella stagione 1928-1929 i rosso-neri, soprannominati orsacchiotti, vincono sul Castellammare e sulla Salernitana, di fronte a 3000 spettatori; alla fine del girone di andata sono secondi dietro il Vomero. Nella partita di ritorno con lo Stabia, il molosso diviene simbolo della squadra. Nel girone di ritorno, battendo anche i napoletani del Vomero, la Nocerina vince il campionato di prima divisione campana e diviene la seconda squadra della regione (dopo il Napoli). Le finali promozione vengono vinte dai siracusani del Gargallo.
Nella stagione 1929-1930 la Nocerina è guidata da Ernest Erbstein. La squadra gioca con il Palermo, la Ternana, il Messina e il Cagliari e si classifica al quarto posto, dopo aver vinto a Salerno il derby con la Salernitana per 3-2
Dopo questa stagione la Nocerina deve accontentarsi di campionati in tono minore, fino a scomparire per qualche anno.

### Gli anni quaranta e cinquanta
Gli anni del secondo dopoguerra vedono la rinascita della squadra: dopo aver vinto il campionato di prima divisione nel 1945, approda alla Serie C, il primo anno guidata dall'allenatore/giocatore Giuseppe Ostromann.
I presidenti della squadra sono Spinelli e D'Alessio e con la guida dell'allenatore/giocatore Remo Galli (ex giocatore del Torino) la Nocerina vince il girone A di Serie C 1946-1947. Nel girone finale si classifica a pari punti coi pugliesi di Monopoli: lo spareggio al Motovelodromo Appio, con un pubblico di circa 2000 persone, la formazione costituita da De Fazio, Montagner, Ferrarese, Cipriani, D'Acunto, Busidoni, Marchionni, Palma, Longhi, Galli e D'Avino, raggiunge la Serie B, ancora suddivisa in gironi, dove gioca nel girone C.
Nel campionato 1947-1948 sono inizialmente terzi, ma una serie di sconfitte, tra cui l'ultima con il Palermo li porta al dodicesimo posto e alla retrocessione. La squadra gioca in Serie C ancora per due anni per ritornare quindi ai campionati minori, dove hanno per la prima volta come avversaria la squadra di Pagani.
Nella stagione 1952-1953 vengono ripescati in Serie D, dove giocano per due anni, fino ad una nuova retrocessione. Le successive stagioni alternano promozioni e retrocessioni.
La società sarà nuovamente del presidente Spinelli, a cui si affiancano i Di Florio e i Buscetto.

### Gli anni sessanta

L'allenatore Elia Greco

Nel campionato 1961-1962, sotto la presidenza del Marchese Luigi Villani, la formazione di Giacomo De Caprio (Roi, Leone, Alberti, Trevisan, Cuomo, Capacchione, Petrini, Tortora, Foglia, Marchionni, Ranisi) gioca 30 partite utili consecutive, con 8 vittorie consecutive e termina a 53 punti in 30 partite; gli attaccanti sono Foglia con 23 reti e Tortora con 22. Con la vittoria del campionato la squadra accede agli spareggi per l'assegnazione del titolo di Prima Categoria. La Nocerina vince il proprio girone, i quarti e la semifinale; la finale è giocata contro la squadra di Porto Sant'Elpidio a Roma, allo stadio delle Tre Fontane con 4000 spettatori da Nocera: la Nocerina conduce per 2 a 0, ma termina in pareggio per 2 a 2; nei tempi supplementari un gol di Tortora assegna la vittoria alla Nocerina.
Dopo la promozione la squadra giocherà in Serie D per undici stagioni.
Nella stagione 1962-1963 Foglia è il capocannoniere della squadra, con 14 reti. Nella successiva stagione 1963-1964 ritorna il portiere Giovanni Roi, cresciuto nelle giovanili del Milan, e arriva l'attaccante Giancarlo Mattucci (42 reti in 197 presenze). Giocano nella Nocerina anche Angelo Mammì, Amedeo Rosamilia e Rino Santin.

Farnese Masoni

Nella stagione 1964-1965 il capocannoniere della squadra è il centravanti Guarniero, con 15 reti, in un attacco formato da Mattucci (5 reti), Santin, Mammì (11 reti) e Santo Mazzola. In questi anni la Nocerina gode del gemellaggio con il Milan, da cui provengono buoni calciatori (Campi, Santo Mazzola, Citterio) ed usufruisce dei cosiddetti prestiti militari, ossia si avvale delle prestazioni dei calciatori che svolgono il servizio militare a Nocera.
Nella stagione 1967-1968, dopo una sconfitta interna, l'allenatore Elia Greco aveva affermato: "Ci rifaremo a Policoro" (ultima squadra in classifica), dove tuttavia la Nocerina venne invece sconfitta. Tra i giocatori sono ancora Alberti, Mattucci, Pucci, Germinario.
Nella stagione 1968-1969 ritorna come allenatore Giacomo De Caprio; in campo ci sono il portiere Enzo Tortora, gli attaccanti Bravin (8 reti) e Mattucci (10 reti), i centrocampisti Germinario (6 reti), Brambilla e Carignani (5 reti ciascuno)
Nella stagione 1969-1970 fa il suo esordio Roberto Chiancone che avrà 263 presenze con la Nocerina.

### Gli anni settanta
Nel campionato 1970-1971, con presidente il Marchese Luigi Villani, il campionato viene concluso dalla squadra giovanile, con l'apporto solo degli esperti De Menia e Franciois: tutti gli altri calciatori vengono svincolati.
Nella successiva stagione 1971-1972, viene ingaggiato Gianni Di Marzio allenatore della primavera del Napoli per rifondare la squadra e arriveranno molti calciatori dalle giovanili del Napoli. Le partite interne si giocano sul campo di Scafati, per i lavori di ristrutturazione del vecchio campo sportivo. La squadra si classifica al secondo posto, miglior piazzamento, fino ad allora, in Serie D.

Una formazione della Nocerina 1971-1972 allenata da Gianni Di Marzio (in piedi, primo da destra)

Nella stagione 1972-1973, la squadra del presidente Luigi Villani, guidata prima da Di Costanzo e poi da Mazzetti (Di Mascio, Padovano, S. Esposito, Di Costanzo, Boncori, Bavota, Devastato, Portelli, Sgambato, Fiorillo e Scarano, con La Salvia e Chiancone), vince il campionato e ritorna in Serie C. Le partite interne furono giocate presso il campo sportivo di Sarno, a causa del perdurare dei lavori di rifacimento del vecchio campo di Piazza D'Armi, che diventerà poi lo stadio "San Francesco d'Assisi".
Dopo 22 anni di assenza, la Nocerina, nella stagione 1973-1974, gioca nel girone C della Serie C.
La guida della società è sempre nelle mani del marchese Luigi Villani; la conduzione tecnica viene affidata al giovane Lino De Petrillo, pisano d'adozione.
La squadra gioca 19 partite utili consecutive che la portano a ridosso delle prime posizioni, ma dopo il pareggio con il Pescara segue una serie di sconfitte: terminano al terzo posto con 45 punti. La formazione era composta da Ridolfi, Marcucci, S. Esposito, Caruso ("Il pendolino"), Fiorini ("Cavallo di denari"), Bavota ("Funzone"), Devastato ("Bicicletta"), Portelli ("Il professore"), Cremaschi ("Esperto bomber"), Mambrin ("L'elegante"), Franciois insieme a Mastropaolo, Gobbi, D'Alessandro e Chiancone.
Nella stagione 1974-1975 la squadra conquista la salvezza solo all'ultima giornata. Compare Antonio Orsini, presidente, e vice Presidente Luigi Villani; i giocatori capitan Pigozzi, Renzo Corni, Rampanti, Valle, Morgia, Nobili, Novelli, Spada, Vescovi.
Per il campionato 1976-1977 la dirigenza costruisce una formazione ambiziosa. Torna a Nocera, da allenatore, Rino Santin e arrivano il portiere Sorrentino, Cornaro, Grava, Delli Santi e l'attaccante Stanislao Bozzi, che segna un gol fin dalla prima giornata contro il Cosenza. L'allenatore Santin venne sostituito da un duo interno: Corni e Fasolino. La squadra si salva dalla retrocessione per un solo punto.
Per la stagione 1977-1978 l'allenatore è il giovane semisconosciuto Bruno Giorgi. Dopo la riforma dei campionati l'obiettivo della squadra è di raggiungere un piazzamento nella classifica generale che consenta alla squadra di accedere alla Serie C1 e di evitare la Serie C2. Vengono vinti i derby contro il Pagani, e il Cava e nella penultima giornata vince a Brindisi per 4 a 1, seguita da oltre 4000 tifosi. Il campionato termina a 52 punti, al primo posto a pari merito con il Catania Lo spareggio si gioca il 18 giugno 1978 a Catanzaro, arbitrato da Benedetti di Roma e seguito da cinquemila tifosi nocerini e dodicimila catanesi; la formazione nocerina è costituita da Pelosin, Cornaro, Pigozzi, Spada, Grava, Calcagni, Bozzi, Porcari, Chiancone, Caruso e Garlini. Il Catania passa in vantaggio al 6' (Bortot) e la Nocerina pareggia su rigore al 31' (Bozzi). La partita viene vinta dalla Nocerina per 2 a 1 con un gol di Spada al 60'. Dopo la partita ci sono scontri tra le tifoserie, con i tifosi del Nocera che trovano rifugio nei portoni della città: nascerà da questo episodio il gemellaggio tra le tifoserie della Nocerina e del Catanzaro.

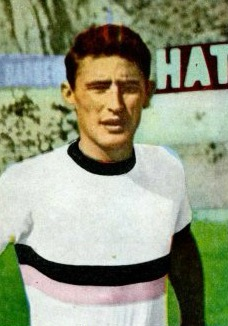
Bruno Giorgi, allenatore della Nocerina promossa in Serie B

Dopo la promozione i posti nel nuovo stadio San Francesco d'Assisi si rivelano insufficienti e il comune appalta nuovi lavori che portano la capienza a 15 000 spettatori.
Nella stagione 1978-1979 la Nocerina giocò in Coppa Italia nel girone di Fiorentina, Monza, Taranto e Juventus. Nella partita disputata allo stadio comunale di Torino contro i bianconeri la Nocerina andò in vantaggio al 10', ma perse per 3 a 1, con gol di Bettega, Tardelli e Benetti per i padroni di casa.
Il campionato di Serie B 1978-1979 vide la retrocessione della compagine, prima con l'allenatore Giorgi, poi con l'esordiente Bruno Mazzia. Non ci furono vittorie in trasferta (solo 8 pareggi e 11 sconfitte) e, malgrado le vittorie in casa con Brescia, Sampdoria, Genoa, Bari e Cesena la Nocerina terminò il campionato al terzultimo posto con 29 punti, davanti al Rimini e al Varese.

### Gli anni ottanta
Nella stagione 1981-1982 la squadra gioca ancora nel girone B della Serie C1; ritorna alla Nocerina di Giacomino De Caprio. che affida la panchina a Lamberto Leonardi. Nel ritorno dalla trasferta di Livorno, in cui la squadra è seguita da 3000 tifosi, cinque di questi (Gennaro Corvino, Giuseppe Salvati, Vincenzo Settembre, Antonio Vaccaro e Matteo Fiorillo, tutti di Castel San Giorgio) perderanno la vita in un incidente stradale. All'ingresso dello stadio viene posta una targa in marmo a loro memoria.
Nella penultima giornata la Nocerina è in trasferta a Ponticelli contro il Campania di Morra Greco, mentre il Campobasso è impegnato a Casarano. Quando la Nocerina è in vantaggio di due gol i tifosi del Campania invadono il campo e la partita viene sospesa. Dopo il ritorno in campo il Campania arriva al pareggio. A Casarano un sasso lanciato contro il pullman della squadra colpisce il giocatore molisano Maestripieri. Il campionato si conclude con la Nocerina e il Campobasso seconde a 45 punti, ma lo spareggio non si svolge perché la lega accetta il reclamo del Campobasso e respinge quello della Nocerina, relativi entrambi agli episodi della penultima giornata: il Campobasso passa al secondo posto con 46 punti e viene promosso in serie B, mentre la Nocerina resta terza con 45 punti. Le proteste dei tifosi nocerini portano al blocco delle due Nocera, dei mezzi di trasporto pubblici, della linea ferrovia e anche dell'autostrada Napoli-Salerno.
Nella stagione 1982-1983 la Nocerina gioca in Coppa Italia con la Fiorentina di Antognoni, la Cavese, il Bologna, il Pisa e il Campobasso. Arriva ultima del girone B della Serie C1 e viene retrocessa in Serie C2 insieme alla Reggina.
Nella successiva stagione 1983-1984, la squadra guidata da Giuseppe Caramanno viene nuovamente promossa in Serie C1. Nella stagione 1984-1985 gioca nuovamente nel girone B della serie C1. Nella partita del 10 marzo 1985 contro il Palermo dopo un iniziale vantaggio, nella ripresa reclamano un rigore non concesso dall'arbitro, che pochi minuti dopo assegna invece un rigore al Palermo. Per le proteste dei tifosi nocerini la partita viene sospesa e, nonostante la presenza della polizia, il capitano del Palermo non ritorna sul terreno di gioco. La partita viene persa a tavolino per 0 a 2 e il campo viene squalificato. In seguito a questo episodio il presidente Orsini lascia la società, che viene rilevata da Pasquale Genovese. Il campionato si conclude con un'altra retrocessione in Serie C2, nuovamente insieme alla Reggina.

Una formazione della stagione 1985-1986

Nel campionato C2 della stagione 1985-1986 la squadra, guidata da Ezio Volpi, arriva nuovamente prima e viene di nuovo promossa in C1. Per la stagione 1986-1987 Giacomo De Caprio porta in squadra il difensore Aldo Firicano (Genoa); Stefano De Agostini (Napoli) e, su tutti, Angelo Di Livio (Juventus, Fiorentina e Nazionale). L'allenatore è Beniamino Cancian. Il decimo posto finale vale la qualificazione alla Coppa Italia.
In estate la società viene messa in mora e i calciatori vengono svincolati. L'iscrizione al campionato di Serie C1 1987-1988 è consentita da una raccolta di fondi tra i cittadini, promossa dal sindaco Franco D'Angelo, che raccoglie un miliardo di lire.
La squadra è affidata a Vincenzo Montefusco. A fine campionato la salvezza si gioca nello spareggio a Cosenza contro il Catania, ma la Nocerina perde e viene retrocessa in Serie C2. Segue il fallimento della società.
Dopo il fallimento la squadra acquista il titolo del Nocera Superiore, ripartendo dalla promozione. Vincono il campionato, ma la permanenza nell'interregionale è stentata. Si parla dell'acquisto del titolo del Campania Puteolana di Morra Greco, ma non se ne fa nulla. La squadra retrocede in Eccellenza, dove rimane due anni (1991-1992 e 1992-1993).

### Gli anni novanta

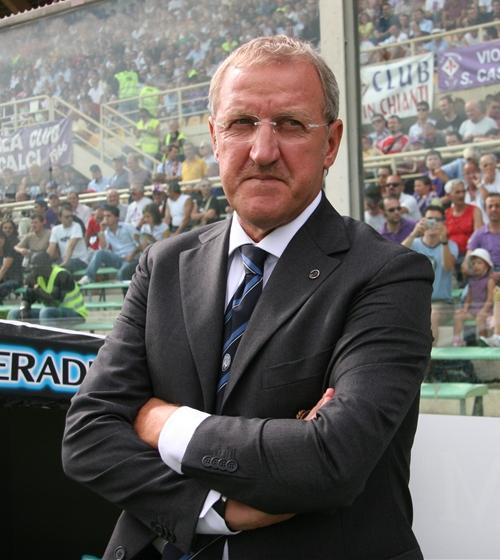
Luigi Delneri, portato a Nocera dal Presidente Albani, è stato dal 1994 al 1996 alla guida della Nocerina

Nella stagione 1992-1993 la Nocerina si aggiudica il campionato con uno spareggio al San Paolo di Napoli dove è seguita da 12000 tifosi, contro il Grottaminarda, battuto con un gol di Sauro Magni. Nella stagione 1993-1994 gioca nel girone H del Campionato Nazionale Dilettanti, con il presidente Carlo Albani e l'allenatore Lamberto Leonardi, e conquista il secondo posto dietro la squadra di Benevento e la promozione in Serie C2.
La stagione 1994-1995 parte con una vittoria nell'esordio di Trani (Emanuele Cancellato); nella quinta giornata, giocata in casa contro l'Albanova di Casal di Principe, Sebastiano Siviglia segna il suo primo gol da professionista. La prima sconfitta nell'ottava giornata per 1-0 a Frosinone determina l'esonero di Santosuosso a cui succede Luigi Delneri. L'ultima partita, col Formia, seguita da 15 000 tifosi, permette di terminare il campionato con la promozione in Serie C1.
Nella stagione 1995-1996, dopo la vittoria del campionato di C2, la presidenza passa dall'architetto Carlo Albani all'avvocato partenopeo Francesco Maglione. Alla guida della squadra è confermato Luigi Delneri. I gol di Lorenzo Battaglia (soprannominato "Lorenzo il Magnifico") e di Delle Donne portano la squadra ai play-off contro l'Ascoli. All'andata allo stadio Del Duca, seguita da 4 000 tifosi nocerini, la Nocerina è sconfitta con un rigore di Mirabelli; inoltre l'arbitro Gambino espelle Pagliaccetti prima e De Ruggiero poi. Il ritorno allo stadio San Francesco termina in pareggio per 0 a 0, malgrado due traverse colpite da Limetti e De Corcia, e la Nocerina resta in Serie C1.

Una formazione della stagione 1996-1997

Nell'annata 1996-1997 la Nocerina ben si disimpegna nelle coppe nazionali. In Coppa Italia elimina nei primi turni Piacenza e Perugia, formazioni di Serie A, guadagnandosi così il big match degli ottavi di finale contro la Juventus di Marcello Lippi: col fattore campo dalla loro (pur optando per il più capiente stadio Partenio di Avellino che registra nell'occasione il tutto esaurito con 30 000 paganti), i campani riescono a bloccare sullo 0-0 la squadra campione d'Europa in carica, costringendola alla ripetizione; quindi nella gara decisiva, allo stadio Delle Alpi di Torino la Nocerina si porta addirittura in vantaggio con Franco Marchegiani, ma poi Paolo Montero e un autogol di Giovanni Di Rocco valgono la rimonta bianconera e sanciscono l'eliminazione rossonera dalla Coppa. Nella stessa stagione la squadra raggiunge inoltre la finale della Coppa Italia di Serie C, eliminando in sequenza l'Acireale, il Livorno e l'Ancona: nella doppia finale contro il Como del promettente Gianluca Zambrotta, i nocerini paiono ipotecare il trofeo grazie al 2-0 casalingo nella gara di andata, me nel ritorno in Lombardia i lariani riescono a ribaltare l'inerzia del doppio confronto con un netto 4-0 ai tempi supplementari, aggiudicandosi l'edizione. Di diverso avviso è il cammino in campionato dove la Nocerina di Maestripieri, sostituito da Balugani dopo due mesi, ottiene la salvezza in Serie C1 solo dopo i vittoriosi play-out contro il Sora: all'andata allo stadio Sferracavallo di Sora la partita si conclude per 1-2, con rigore di Zian, mentre al ritorno, allo stadio San Francesco, dopo un vantaggio iniziale degli ospiti, la Nocerina pareggia nella ripresa con Gigi Molino e vince per 2-1 grazie a Fabrizio Fabris.

Lorenzo Battaglia

Nella stagione 1997-1998 entra nella società Mario Gambardella coadiuvato da Francesco Maglione e Costabile D'Agosto. Nuovo allenatore è Gianni Simonelli, ex della Salernitana. Durante il campionato il principale marcatore è Emilio Belmonte e il campionato termina con il passaggio ai play-off.
L'andata della semifinale degli spareggi è vinta in casa contro il Gualdo per 2 a 0. Nella partita di ritorno il Gualdo passa in vantaggio nel primo tempo e nella ripresa i nocerini pareggiano con De Palma. Il Gualdo passa nuovamente in vantaggio al 77' con Di Venanzio il quale si ripete al secondo minuto di recupero, per un gol che parrebbe decisivo; ma sessanta secondi dopo i nocerini accorciano le distanze con una rete in semirovesciata di Di Rocco: la Nocerina, sconfitta con un solo gol di scarto per 3 a 2, passa il turno. La finale si gioca allo stadio del Conero di Ancona contro la Ternana degli ex Delneri e Fabris: la Nocerina perde per 0 a 1, con gol di Arcadio nel corso del primo tempo supplementare.
Gambardella acquista quindi l'intero pacchetto della Nocerina. Nel 1998-1999 la Nocerina non raggiunge i play-off per un punto. L'anno seguente l'allenatore è Roberto Chiancone (sostituito per poche domeniche da Bruno Giordano), ma il campionato è anonimo.

### Gli anni duemila
Nel campionato 2000-2001 si punta a conservare la categoria. L'allenatore Villa viene esonerato e sostituito da Donato Anzivino, ex terzino dell'Ascoli. La Nocerina chiude il campionato al quindicesimo posto ed è costretta a giocarsi la permanenza in C1 nei play-out contro la Viterbese. Anche Anzivino viene esonerato e sostituito sul campo dal tecnico della formazione Beretti, Gaetano Zeoli. La Nocerina perde i play-out e viene retrocessa alla Serie C2.
La squadra viene affidata all'esperto Piero Cucchi con l'obiettivo dichiarato di vincere il campionato e ritornare in C1. Il fallimento e l'esclusione dai campionati professionistici del Savoia e della Juve Stabia, dovute alle inadempienze del presidente Pane, permettono tuttavia alla Nocerina di giocare nuovamente in C1. Nella stagione 2001-2002 la squadra resta a fondo classifica: si succedono come allenatori Cucchi, Dellisanti, ancora Cucchi e in ultimo Pietro Paolo Virdis. La Nocerina chiude il campionato al sedicesimo posto e dopo aver perso ai play-out contro il Benevento, è retrocessa nuovamente in Serie C2.

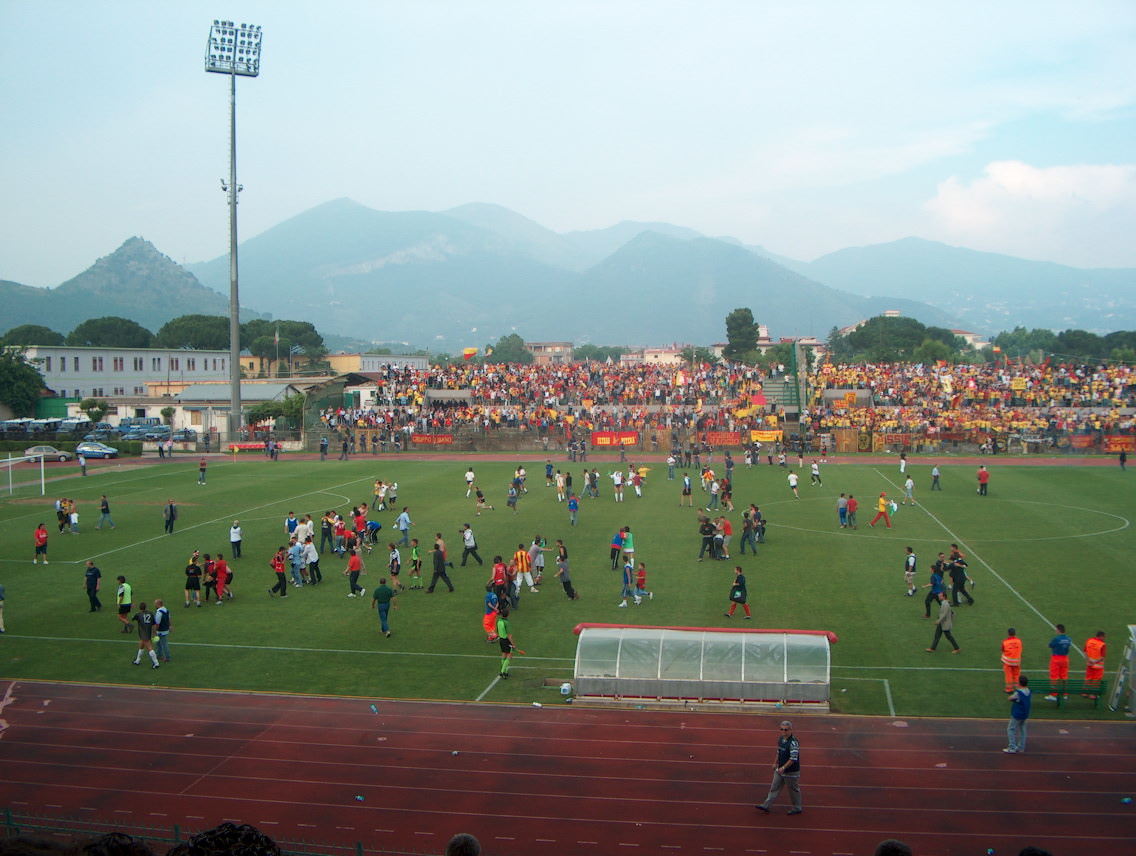
Nocerina-Catanzaro, gara che vide l’eliminazione dei rossoneri dai play off.

Nella prima stagione in C2 (2002-2003) la squadra (con Leandro Lázzaro, Daniele Balli, Emiliano Bigica, Onofrio Barone) viene affidata a Eziolino Capuano (poi sostituito da Buffoni) e arriva ai play-off, persi col Catanzaro.
Gambardella lascia la società e cominciano forti difficoltà economiche: una cordata di imprenditori locali salva la Nocerina dal fallimento.
Nella stagione 2003-2004 la squadra, affidata a Pasquale Ussia, resta in Serie C2 con i gol di Roberto Magliocco e la difesa di Mathew Olorunleke.
L'anno successivo (2004-2005), la squadra, guidata da Fabrizio Fabris si salva ai play-out contro il Morro D'Oro.
La stagione 2005-2006 vede ancora come presidente Gino Benevento. La formazione rossonera è allenata da Roberto Chiancone. Il campionato si chiude con la salvezza diretta grazie alla penalizzazione cui va incontro il Potenza. Fabio Mazzeo, autore di 17 reti (un solo rigore), è capocannoniere per la Serie C e forma una forte squadra di attacco insieme a Renato Greco.
Nell'estate 2006 la famiglia De Marinis rileva le quote della società. Nella stagione 2006-2007, dopo un buon avvio termina il campionato ai play-out contro il Melfi: la partita di andata, allo stadio San Francesco d'Assisi, termina 0-0, mentre nella partita di ritorno a Melfi è sconfitta per 1 a 2 e viene retrocessa in Serie D. Nel campionato Nicola Falomi segna 18 reti (compresa quella nella gara di ritorno dei play-out).

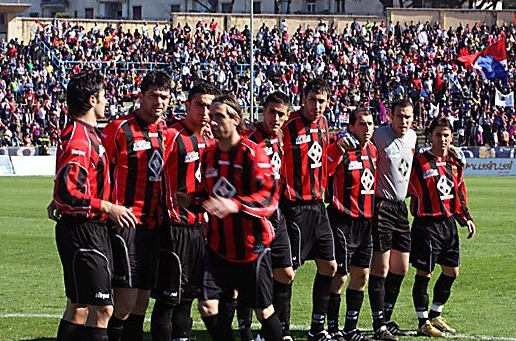
Una formazione della stagione 2007-2008

Nella stagione 2007-2008 la Nocerina gioca in Serie D, guidata dall'allenatore: Silvio Paolucci (ex Nuovo Campobasso), che si dimette dopo una serie di risultati non entusiasmanti insieme al direttore sportivo Niccolò Ferrante. La squadra viene affidata alla undicesima giornata al vice Alessandro Erra, che con 19 risultati utili consecutivi (tra cui la vittoria per 2-4 contro la capolista Fortitudo Cosenza al San Vito di Cosenza) si aggiudica l'accesso ai play-off, dove viene tuttavia eliminata al primo turno dal Siracusa.
Nella stagione seguente (2008-2009) dissidi interni allo spogliatoio portano all'allontanamento di Pasquale Ussia, tornato ad allenare la squadra e dimissionario dopo sole cinque giornate (quattro vittorie e una sconfitta). La squadra viene affidata a Franco Giugno, sostituito a sua volta prima della fine del girone di andata, prima provvisoriamente da Matteo Pastore, ex calciatore della Nocerina, e dopo due giornate e sei punti conquistati, da Pino Rigoli. Dopo poche giornate questi è nuovamente sostituito da Matteo Pastore. La squadra termina il campionato al secondo posto dopo il Brindisi. Ai play-off la Nocerina sconfigge l'Ischia e il Pianura e accede ai play-off nazionali: vince il proprio girone sconfiggendo il Gavorrano e il Salò, sconfigge in semifinale la squadra di Sapri, vincitrice della Coppa Italia Serie D. Nella finale nazionale, disputata allo stadio Centro d'Italia a Rieti a porte chiuse, i nocerini sconfiggono la squadra Città di Vico Equense, e sono ammessi alla Lega Pro Seconda Divisione (ex Serie C2) al posto della rinunciataria Biellese.

### Gli anni duemiladieci
Dopo una salvezza conquistata all'ultima giornata nel 2009-2010 in C2 (Seconda Divisione Lega Pro), il fallimento di numerose società calcistiche di Lega Pro apre le porte a numerosi ripescaggi in prima e in seconda divisione: la Nocerina, ottenuto il si della Lega disputa il campionato di Lega Pro Prima Divisione 2010-2011. Il presidente è Giovanni Citarella e il direttore sportivo è Ivano Pastore; il tecnico è Gaetano Auteri. Alla fine del girone di andata la Nocerina è campione d'inverno con un distacco notevole sugli inseguitori, che aumenta nel girone di ritorno. La promozione alla Serie B è ottenuta il 23 aprile 2011 grazie alla vittoria per 0-1 sul campo del Foggia, con tre giornate d'anticipo. Il campionato viene chiuso con 72 punti (21 vittorie, 9 pareggi e 4 sconfitte), record per il girone B da quando esistono i tre punti a partita.
Confermata in gran parte la rosa del campionato precedente e in panchina Gaetano Auteri. L'incarico di segretario generale viene affidato all'esperto Giuseppe Iodice ex Salernitana e Napoli. Tra i nuovi acquisti arrivano i centrocampisti Luiz Gabriel Sacilotto e Alberto Giuliatto e l'attaccante Gianvito Plasmati. Il 14 agosto 2011 in Coppa Italia viene superato il Foggia al primo turno (2-0), mentre il 20 agosto nel secondo al Ferraris il Genoa riesce ad evitare i supplementari proprio al 90', in un 4-3. La squadra non parte male: vengono conquistati 13 punti nelle prime partite, di cui 8 in trasferta (prime due vittorie esterne in assoluto in Serie B, ottenute contro Livorno e Cittadella il 4 settembre e il 1º ottobre, pareggi a Bari e Verona), mentre in casa subisce alcune clamorose sconfitte (Ascoli e Juve Stabia).

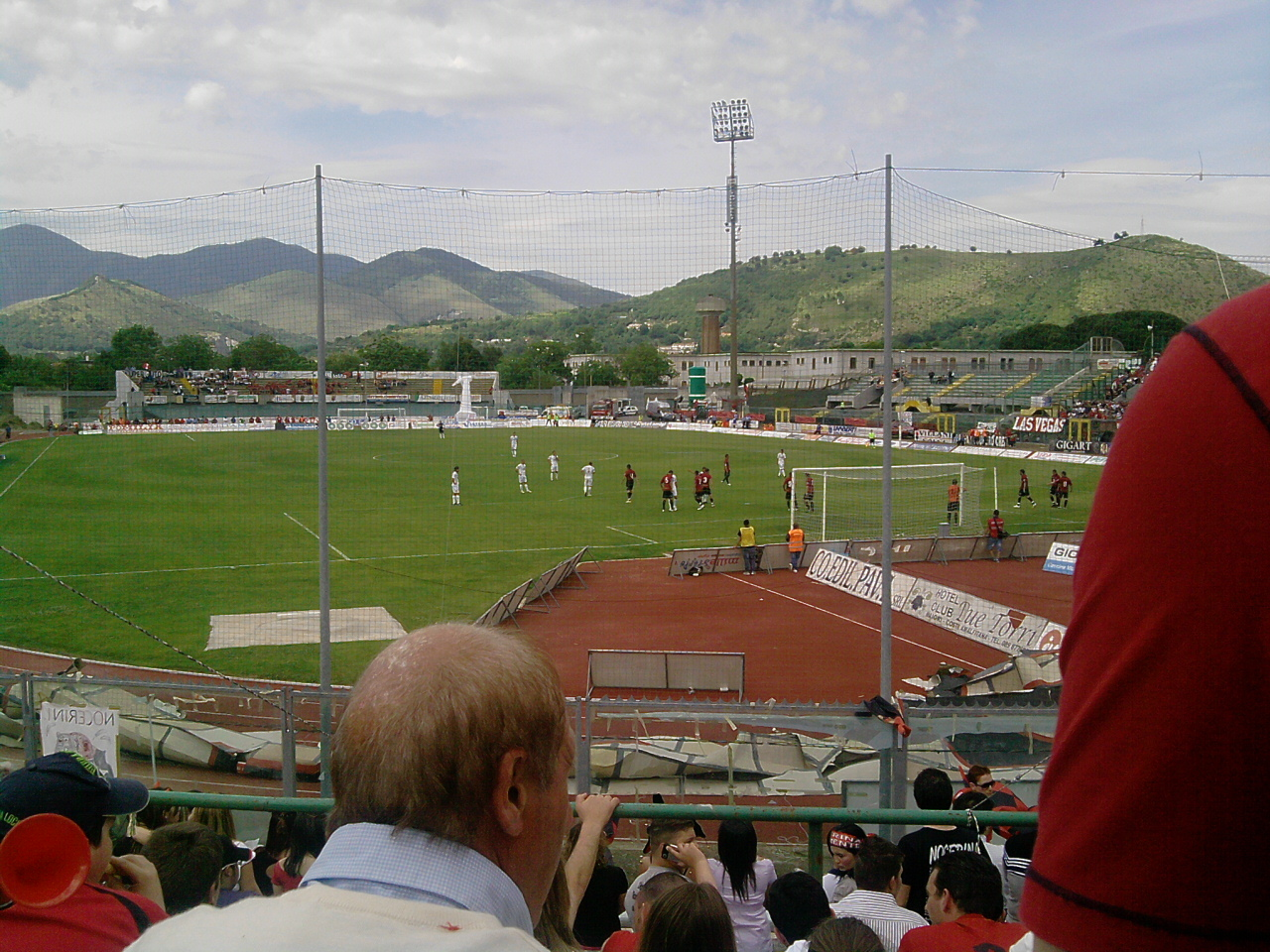
Lo stadio San Francesco durante Nocerina-Virtus Lanciano del 15 maggio 2011

Dopo la vittoria interna per 4-2 ai danni della Sampdoria del 29 ottobre 2011, la squadra inizia ad attraversare una crisi di gioco e risultati. La difesa traballa e la squadra subisce continue rimonte. Alla fine del girone d'andata la squadra è relegata al penultimo posto con 16 punti, frutto di 3 vittorie, 7 pareggi e 11 sconfitte. Se l'attacco è tra i più prolifici del torneo (30 goal fatti), la difesa è la più battuta (40 goal subiti).
Il 7 gennaio 2012, all'indomani del 4-2 interno subìto dal Pescara, Auteri e il suo staff tecnico vengono sollevati dall'incarico e al suo posto viene chiamato Salvatore Campilongo, reduce da alcune esperienze nella serie cadetta. Ma la parentesi Campilongo dura due giornate (altrettante sconfitte). Oltre al suo staff, viene esonerato anche il direttore sportivo Ivano Pastore, cui subentra Marcello Pitino. Martedì 24 gennaio viene ufficializzato il reincarico ad Auteri. La squadra viene rinforzata con gli acquisti del centrocampista Andrea Parola dal Piacenza, dei difensori Angelo Rea e Lorenzo Laverone (entrambi dal Sassuolo), e del fantasista peruviano Roberto Merino (ex Salernitana). Tra le cessioni spiccano in particolare quella del portiere Piergraziano Gori, cui viene preferito Emanuele Concetti, in prestito dalla Pergocrema e quelle di altri giocatori, tra i quali Plasmati, De Liguori, Cavallaro, Petrilli, Marsili e Filosa. Nell'ultimo giorno di calciomercato invernale, vengono acquistati il difensore Giuseppe Figliomeni (proveniente dal Varese), e i due centrocampisti Biagio Pagano (in prestito dal Torino) e Ahmed Barusso (in prestito dalla Roma); il 17 febbraio viene acquistato il trentaseienne portiere Gabriele Aldegani, svincolatosi dalla Cremonese.
La squadra inizia ad accennare segnali di ripresa. Arrivano punti in trasferta (Juve Stabia e Grosseto) e vittorie in casa (Gubbio, Verona, Empoli, Albinoleffe e Padova). Dopo la vittoria a Vicenza la squadra comincia a credere nei play-out. Ma le sconfitte contro Reggina (in casa) e Crotone (fuori), condannano la Nocerina al terz'ultimo posto in classifica e alla retrocessione in Lega Pro Prima Divisione. In estate scoppia lo scandalo del calcioscomesse, che vede coinvolte le compagini di Lecce e Grosseto con la Nocerina porsi come società terza interessata, nella speranza di poter usufruire di un ripescaggio in serie cadetta. In primo grado di giudizio sia Lecce che Grosseto vengono condannate ad una retrocessione diretta in Lega Pro. Tuttavia, le due società presentano ricorso ed il secondo grado vede un parziale mutamento della sentenza con il Lecce ancora una volta retrocesso mentre la compagine maremmana viene riammessa nuovamente in serie B ma con 6 punti di penalizzazione da scontare nella prossima stagione. A questo punto si infrangono i sogni di ripescaggio della Nocerina nella serie cadetta: infatti il posto del Lecce viene preso dal Vicenza in virtù del miglior piazzamento rispetto ai molossi nella classifica della scorsa stagione.
La squadra viene collocata nel girone B di Lega Pro Prima Divisione, ridotto a sedici squadre.
Al primo anno in Lega Pro Prima Divisione ottiene la quarta posizione in campionato e si qualifica così per i play-off promozione dove viene eliminata dal Latina in virtù della miglior classifica finale dei pontini (le partite finiscono 1-0 e 0-1).

#### Dai fatti di Salerno alla rinascita
Il 14 luglio il presidente Citarella dichiara ai giornali che la Nocerina non s'iscriverà al prossimo campionato di Lega Pro; il giorno dopo annuncia che la situazione è stata sanata. Luigi Benevento viene eletto dal cosiddetto comitato salvezza quale nuovo presidente. La panchina viene affidata a Gaetano Fontana e Luigi Pavarese viene nominato nuovo direttore generale.
La rosa viene completamente rinnovata tra cessioni eccellenti (in particolare il ritorno di Evacuo al Benevento e quella di Negro al Latina) e giovani in prestito dal vivaio della serie A, come il lituano Vilkaitis (dalla Lazio) e lo sloveno Jogan (dal Verona).
Durante la stagione 2013-2014, ai pessimi risultati sul campo, si aggiungono le vicende del derby-farsa con la Salernitana, in cui 5 giocatori fingono di infortunarsi per far sospendere la partita e sfuggire alle minacce dei propri tifosi, e successivamente anche l'arresto del patron Giovanni Citarella con l'accusa di associazione a delinquere finalizzata all'emissione di fatture false e all'intestazione fittizia di beni.
A seguito di questi fatti il 29 gennaio 2014 la Nocerina viene esclusa dal campionato di Lega Pro, con sentenza della Commissione Disciplinare della FIGC, per aver commesso un illecito sportivo. Inoltre la Commissione ha stabilito che la squadra sarà assegnata ad un campionato di categoria inferiore, in aggiunta alla squalifica di cinque giocatori, tre dirigenti, due allenatori e al pagamento di una multa pari a 10 000 euro.
È datata 1º agosto 2014 la sentenza del Consiglio Federale di Lega che concede ai rossoneri la possibilità di proseguire la propria attività sportiva nel torneo di Eccellenza Campana. Ancora una volta l'incertezza regna sovrana: i proclami di ristrutturazione societaria atti ad un rilancio finanziario della squadra non convincono tifosi ed esperti. Per tale motivazione, nel frattempo, l'Associazione Nocerini, nata qualche mese prima per sostenere il club tramite un meccanismo di azionariato popolare, gioca il tutto per tutto, provando ad acquisire un titolo di Eccellenza utile a ripartire con una nuova realtà, distinta dall'A.S.G. e libera dal pesante fardello debitorio oltre che dalle relative problematiche giudiziarie della stessa. L'estremo tentativo non va, però, a buon fine per questioni di natura burocratica: non possono coesistere due formazioni della stessa città nel medesimo campionato.
La squadra riparte dal girone B di Eccellenza venendo allestita in pochi giorni e con limitate risorse economiche, dal neo direttore sportivo Giovanni Piemonte, vecchia conoscenza rossonera. La panchina è affidata all'angrese Vincenzo Criscuolo. La stagione 2014-2015, vissuta a turno tra Nocera Superiore, Inferiore ed Angri, è anonima, con 39 punti in 32 partite che valgono il nono posto finale. Sul fronte amministrativo, invece, si registra il passaggio del 58% delle quote dai vecchi soci Castiello, Benevento, Marrazzo, Villani e Fortunato a Silvio Cuofano, il quale assume anche la carica di amministratore unico del sodalizio.

#### Il Città di Nocera
L'ingente esposizione erariale, oltre che la pendente spada di Damocle dei possibili risvolti sportivi delle inchieste sull'ex patron Citarella, allontanano, però, qualsiasi investitore dalla Nocerina. Successivamente, un gruppo di imprenditori e professionisti locali e non, messo insieme su iniziativa dell'Associazione Nocerini, coadiuvata dall'apporto dell'avvocato Francesco D'Angelo, già in passato al capezzale dei molossi, si fa largo, lavorando sotto traccia alla costituzione di una nuova realtà sportiva. L'idea è legata allo sviluppo di un progetto che vede al centro non solo il calcio, ma anche altre discipline, riunite sotto un unico nome. Prende forma, così, l'A.S.D. Città di Nocera 1910, grazie al titolo del Città di Agropoli, formazione di Eccellenza. Lo scoglio è, tuttavia, correlato alla denominazione: fintanto che esisterà l'A.S.G. non sarà possibile acquisire la dicitura storica Nocerina.
La piazza si ritrova, quindi, spaccata: da un lato i sostenitori del nuovo progetto, dall'altra i nostalgici del nome e del marchio identificativo. A diradare, però, i dubbi degli sportivi cittadini, come un fulmine a ciel sereno, il comunicato dell'amministratore Cuofano, del 10 luglio 2015, che esprime la ferma volontà di non iscrivere più la squadra al torneo federale di competenza, dando il via alla procedura per la messa in liquidazione. Con la resa della società protagonista della promozione in Serie B del 2011, è l'A.S.D Città di Nocera 1910, ad assumere, pertanto, l'onere di rappresentare calcisticamente il comprensorio. Per la prima volta nella centenaria storia rossonera, inoltre, una componente di tifosi diviene parte integrante ed attiva delle vicende gestionali e sportive del club, con Gaetano Maiorino e Francesco Cuomo, consiglieri del direttivo, e Nicola Maiorino, team manager, grazie ad un complesso di rappresentanza garantita mediante azionariato popolare, allestito dall'Associazione Nocerini. Viene eletto presidente il dottore Nicola Padovano, già in passato massimo esponente del sodalizio, oltre che medico sociale, e presidente onorario dell'Associazione stessa. L'incarico di allenatore va a Pasquale Esposito, ex di Angri, Scafatese e Solofra.
Con Comunicato ufficiale numero 71 del 28 gennaio 2016 l'A.S.G. Nocerina S.R.L. è dichiarata inattiva dalla Federazione.
Il 3 febbraio 2016, allo stadio Partenio-Adriano Lombardi di Avellino, la squadra, affidata a Vincenzo Maiuri dopo le dimissioni del tecnico Esposito, vince la Coppa Italia Dilettanti regionale battendo 2-0 il Sessana.
Dopo una cavalcata trionfale il 17 aprile 2016 il Città di Nocera vince il campionato di Eccellenza battendo ogni record e conquistando quota 80 punti.

#### Il ritorno alla vecchia denominazione
Nella stagione 2016-2017 la squadra prende parte al campionato di Serie D con la denominazione storica di Nocerina: a fine stagione si piazzerà terza,alle spalle di Bisceglie e Trastevere e parteciperà ai play-off del Girone H di Serie D.
Nella successiva stagione, la Nocerina parte coi favori del pronostico, viene nominato come allenatore l'esperto Massimo Morgia, il direttore sportivo diviene Alessandro Battisti e ritornano a Nocera calciatori di categorie superiori quali Massimiliano Marsili, Nicola Russo e lo storico capitano e recordman Giovanni Cavallaro.
Dopo un ottimo avvio, la squadra perde alcuni punti per strada, arrivando al giro di boa con un gap di nove punti dalla capolista Troina e con un quadro societario critico, che porta prima alla partenza di alcuni pezzi pregiati, come Massimiliano Marsili, e poi alle dimissioni, nel gennaio 2018, del presidente Nicola Padovano e dell'amministratore delegato Francesco D'Angelo.
Poche settimane dopo viene nominato come nuovo amministratore delegato il responsabile del settore giovanile, Gaetano Sellitti
Nella stagione successiva, la squadra vive un precampionato travagliato, la società viene ceduta agli imprenditori napoletani Gaetano Del Giudice e Danilo Leone. Che però abbandonano subito il timone del club. Il club rischia dunque di sparire dopo nemmeno tre anni dalla rifondazione. A salvare la situazione, arriva però Bruno Iovino, già DG dei molossi nel 2010. Che, in qualità di rappresentante legale, iscrive in extremis il club al campionato, allestendo una squadra dignitosa, nell'attesa di trovare qualche acquirente. Viene scelto il DS Felicio Ferraro e come mister l'ex Turris Roberto Carranante, che però si dimette pochi giorni dopo. Al suo posto la società chiama il salernitano Gerardo Viscido, affiancato dalla bandiera molossa Roberto Chiancone in qualità di Direttore Tecnico.
Contro ogni pronostico, e nonostante le improvvise dimissioni di Bruno Iovino, la squadra parte bene e dopo nove giornate, è seconda alle spalle della corazzata Bari.
Nel mese di novembre, la Nocerina viene rilevata dall'avvocato locale Paolo Maiorino, CEO della Soigea, già sponsor del club nei primi anni 2000. Nel marzo del 2019 il tecnico Gerardo Viscido si dimette dopo una serie di risultati non positivi, la squadra è dunque affidata nelle ultime giornate al DT Roberto Chiancone.. La squadra riuscirà poi a salvarsi, togliendosi la soddisfazione di battere la capolista Bari, nella sfida casalinga.
Nella successiva stagione, il patron Maiorino nomina allenatore Nello Di Costanzo, la squadra è inserita nel girone H. L'obiettivo è quello di un campionato tranquillo, dopo solo otto giornate, con tre vittorie, un pareggio e quattro sconfitte, l'allenatore viene esonerato, al suo posto viene ingaggiato Marcello Esposito, già tecnico della juniores molossa due anni prima. Inoltre ritorna alla Nocerina il capitano Giovanni Cavallaro, che coadiuverà il tecnico Esposito nelle vesti di calciatore e vice allenatore. La stagione si concluderà anzitempo, a causa della Pandemia di COVID-19, con la Nocerina che concluderà il campionato a 27 punti al quintultimo posto, alla pari con Nardò e Grumentum Val d'Agri, ma per classifica avulsa riesce a salvarsi..

### Gli anni duemilaventi
Nella stagione 2020-2021, dopo un tira e molla per l'acquisizione societaria (poi sfumata), il riconfermato patron Maiorino nomina il nuovo tecnico: che diviene ufficialmente Giovanni Cavallaro, coadiuvato dall'ex terzino molosso Riccardo Bolzan nel ruolo di Direttore Sportivo. La squadra viene inserità nel Girone G, del maggior campionato dilettantistico, insieme alle campane Savoia (con la quale non si scontrava dal 2001), Nola, Afragolese, Gladiator e Giugliano.
Ritorna nel club rossonero, l'esperto terzino Agostino Garofalo, insieme all'argentino Santiago Morero. La squadra si classificherà quinta nella regular season, venendo poi eliminata nella semifinale play-off dal Latina.
Il 1º febbraio 2022 la società viene rilevata dall'imprenditore italoamericano Giancarlo Natale. Il 25 aprile dello stesso anno, con la squadra quinta in classifica e a cinque giornate dalla fine, la società solleva dall'incarico il tecnico Giovanni Cavallaro e la affida ad Agostino Spica, che conduce la squadra ai play-off per la promozione, dove la Nocerina esce al primo turno. Per la stagione 2022-2023 la società ingaggia come allenatore Giuseppe Sannino, che il 3 ottobre 2022 lascia il club rossonero per divergenze con la società. Gli subentra il direttore tecnico Nunzio Zavettieri. Il 21 novembre seguente la proprietà si dimette e il club viene rilevato da una cordata di imprenditori locali, mentre il 30 gennaio 2023 Zavettieri si dimette dopo tre sconfitte consecutive contro dirette avversarie per la salvezza. Al suo posto viene ingaggiato l'ex calciatore dei molossi Alessandro Erra. Il 1 marzo la società in piena zona retrocessione, si affida all'esperienza dell'ex segretario generale Giuseppe Iodice, conferendogli il ruolo di Direttore Generale. Iodice nomina Danilo Pagni Direttore Sportivo.  Il duo Iodice/Pagni conduce la squadra alla salvezza tramite i play-out, battendo per 2-1 il Francavilla.
A stagione conclusa, sia il DG Iodice che il DS Danilo Pagni vengono sollevati dall'incarico, la società annuncerà come direttore tecnico del club Giuseppe Prete, già nella società rossonera diverse volte. Il 1º luglio 2023 ufficializza come allenatore Gianluca Esposito, già calciatore molosso, che arriva dall'esperienza in Serie C con la Gelbison. Esonerato dopo sette giornate, cede il posto sulla panchina rossonera a Marco Nappi.

## Colori e simboli

### Colori
La tradizione vuole che i colori sociali della squadra siano nati per ispirazione di tale Frigerio, militare di stanza alla caserma di Nocera che, simpatizzante milanista, suggerì di ispirare i colori sociali del team nascente a quelli della sua squadra del cuore. La prima attestazione certa dei colori della squadra risale al 29 novembre 1914, quando, stando al giornale Risorgimento Nocerino "i rosso e neri di Nocera" superarono al "Piazza d'Armi" di Nola la Nolana per due reti a zero.

### Simboli ufficiali
Il termine "molosso" è stato associato per la prima volta ai calciatori della Nocerina nel 1928, al termine della prima amichevole tra la Nocerina e il Napoli, giocata all'Arenaccia. La partita fu vinta 1 a 0 dai rosso-neri. Un giornalista presente allo stadio impressionato dalla grinta dei nocerini, li paragonò a dei mastini.
Prima che il soprannome di molossi fosse consacrato, gli atleti di Nocera furono associati a dei diavoli (ancora un'assonanza col Milan) e a degli orsacchiotti.
La definitiva associazione tra rosso-neri di Nocera e il loro simbolo avvenne il 21 gennaio 1929, quando a Nocera si disputava il derby con lo Stabia. A pochi minuti dal termine, con la Nocerina in vantaggio per 3 a 0, gli stabiesi si ritirarono dal campo per protesta nei confronti dell'arbitro. Ne seguì una vivace polemica tra i giornalisti del quotidiano Roma Girace e Zoppi, il primo stabiese, il secondo nocerino. Girace accusava il collega di scarsa obiettività. Zoppi respinse ogni accusa e sul Risorgimento Nocerino, giornale da lui fondato, pubblicò un ironico commento ai fatti in questione, in cui tra l'altro si legge:
voi chiamaste il "nocerino"

il "molosso" ossia il "mastino"

dello sport calciator

[...]

Il "molosso" nocerino

sia Montiglio, sia Bertagna,

è capace che si magna

le tue vespe in un boccon.»
(G. Zoppi, Ingarrighiane... palliste, vv. 4-7 e 12-15)

#### Stemma
Lo stemma della Nocerina è uno scudo svizzero palato rossonero con nella parte superiore la denominazione societaria.
Dal 2015 al 2023 si sono succedute tre versioni dello stemma dove all'interno dello scudo era raffigurato un bulldog. 
Dalla stagione 2023-2024 la Nocerina ha adottato una versione più classica dello stemma con nella parte superiore dello scudo svizzero la denominazione societaria e anno di fondazione della società.

A.G. Nocerina (2001-2010)
A.S.G. Nocerina (2010-2011)
A.S.G. Nocerina (2011-2015)
A.S.D. Città di Nocera 1910 (2015-2016)

#### Inno
L'inno ufficiale della Nocerina si intitola Cuore Rosso Nero, scritto e cantato da Mario Alfano.

## Strutture

### Stadio

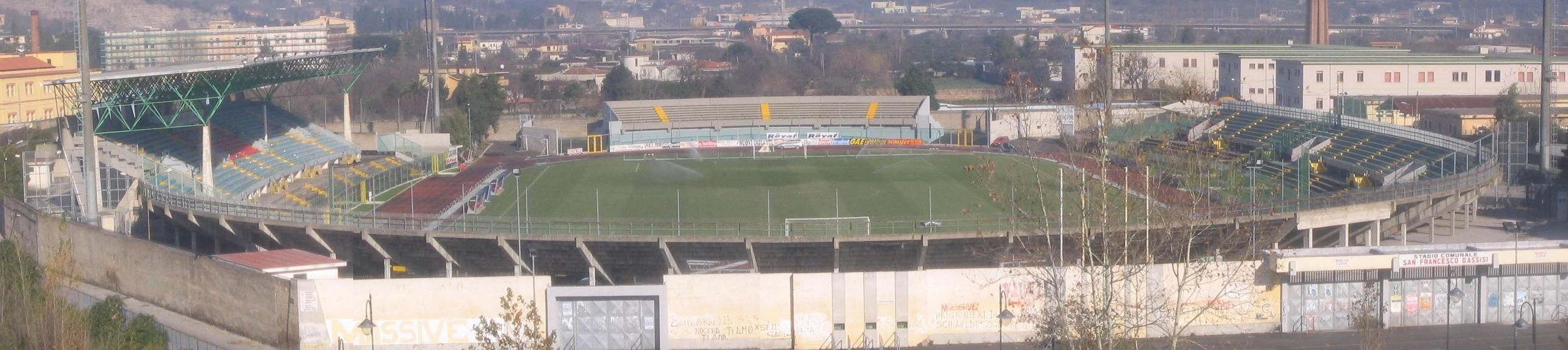
Il San Francesco.

La squadra gioca le sue gare interne presso lo stadio San Francesco di Nocera Inferiore (capienza certificata di 9 068 posti a sedere, con un settore ospiti della capacità di 780 posti a sedere). Costruito nel 1970, alla cerimonia della posa della prima pietra fu invitato il Cagliari campione d'Italia di Gigi Riva. Lo stadio venne ampliato nel 1978, in occasione della promozione in Serie B della squadra.
In origine la squadra ha disputato le sue gare al Piazza d'Armi, primo campo regolamentare della provincia (ubicato nello stesso suolo in cui sorge lo stadio odierno). Nel secondo dopoguerra la Nocerina disputò due campionati nel campo Forino, ricavato da una fabbrica del quartiere Liporta, al centro della città.
Nella stagione 2014-2015 ha disputato le gare interne prima presso lo stadio Karol Wojtyła di Nocera Superiore, poi per un breve periodo nello storico impianto di Viale San Francesco, a Nocera Inferiore, infine al Novi di Angri.
Nel 2019, visti i lavori di ammodernamento dello stadio in vista della XXX Universiade, la squadra gioca la seconda parte di stagione prima allo Stadio Amerigo Liguori di Torre del Greco, poi successivamente al Pasquale Novi di Angri, impianto già usato nel 2015.

### Centro di allenamento
La squadra attualmente divide gli allenamenti tra il centro sportivo di Pucciano, lo storico stadio Alfaterno di Pecorari, siti in Nocera Superiore, lo stadio Leo di Siano, lo stadio Felice Squitieri ed il Campo Aniello Viscardi di Sarno ed il campo sportivo Comunale nel quartiere Piedimonte a Nocera Inferiore.

## Società

### Denominazioni
- 1910-1972:  Associazione Giovanile Nocerina
- 1972-1988:  Associazione Calcio Nocerina
- 1988-2000:  Unione Sportiva Nocerina
- 2000-2010:  Associazione Giovanile Nocerina 1910
- 2010-2015:  Associazione Sportiva Giovanile Nocerina
- 2015-2016:  Associazione Sportiva Dilettantistica Città di Nocera 1910
- 2016-2020:  Associazione Sportiva Dilettantistica Nocerina 1910
- 2020-oggi:  Associazione Sportiva Dilettantistica Nocerina Calcio 1910

### Organigramma societario
- Raffaele Stella - Presidente
- Paolo Torrese - Amministratore delegato
- Nicola Padovano - Presidente onorario
- Giulio Ferrentino - Team manager
- Nello Ferrigno - Ufficio stampa
- Cosimo D'Eboli - Direttore tecnico
- Giuseppe Prete - Direttore generale

### Sponsor
Per le sponsorizzazioni dal 1978 al 2009
| Cronologia degli sponsor tecnici - 1910-1977 Non presente - 1978-1986 Ennerre - 1987-1988 Adidas - 1992-1994 Devis - 1994-1996 ABS, California, Sport 2000 - 1996-1997 Devis - 1997-1998 Macron - 1999-2000 Torello - 2000-2001 Legea - 2001-2002 Uhlsport - 2002-2003 Macron - 2003-2005 Hummel - 2005-2009 Royal - 2009-2015 Givova - 2015-2019 Legea - 2019-2023 Givova - 2023- Magma | Cronologia degli sponsor ufficiali - 1910-1981 Non presente - 1981-1982 Ennerre - 1982-1985 Genovese Materiale Elettrico - 1985-1986 Cammauto - 1987-1988 Califano & Panico - 1988-1993 Sidis - 1993-1994 Genovese Materiale Elettrico - 1994-1996 MITO, ABM - 1996-1997 FaB - "Fattoria Boccia" - 1997-1998 Nicoloro - 1999-2000 Riso Scotti - 2000-2002 Città di Nocera Superiore - 2002-2003 Gambardella Cash - 2003-2004 Soigea - 2004-2005 Soigea, Toyota Carrelli Elevatori, Sport 2000, Group Striano - 2005-2006 Alfa Recupero Crediti, Agricamp, PetoSeed - 2006-2007 Soigea, Gulf/Mexoil - 2007-2008 Gulf/Mexoil - 2008-2010 Alfa Recupero Crediti, Gulf/Mexoil, O.I.W. - 2010-2011 Alfa Recupero Crediti, Savenergy Group - 2011-2012 Alfa Recupero Crediti - 2012-2014 Alfa Recupero Crediti, Savenergy Group - 2014-2015 Alfa Recupero Crediti - 2015-2016 Gruppo Edile Medugno - 2016-2017 Gambardella Cash, Gran Risparmio - 2017-2018 Gran Risparmio - 2018-2019 RSA Oasi San Francesco, Korè Village (Fino alla 24ª giornata), DF3, Special Sport - 2019-2020 RSA Oasi San Francesco, Barbacià Street Food, Pizzeria "Da Gina", Special Sport, LungoParma - 2020-2021 LungoParma, RSA Oasi San Francesco - 2021-2022 LungoParma - 2022-2023 La Terrazza, ICS (1ª-22ª), Gambardella Cash (dalla 23ª) - 2023- Gambardella Cash |

## Allenatori e presidenti
- 1910-1921 ...
- 1921-1922  Gabriele Sellitti
- 1922-1923 ...
- 1923-1924  Alfredo Fruggeri
- 1924-1927 ...
- 1927-1928  Gabriele Sellitti
- 1928-1929  Angelo Montiglio
 Francesco Costabile
- 1929-1930  Egri Erbstein
- 1930-1945  Romeo Escalar
- 1945-1946  Giuseppe Ostromann[13]
- 1946-1948  Remo Galli[6]
- 1948-1949  Giuseppe Traverso
 Renato Tofani
- 1949-1950  Otello Longhi
 Renato Tofani
- 1950-1951  Pino Bonaiuti
 Guerrino Striuli
 Giuseppe Cavanna
- 1951-1952  Luigi Del Re
- 1952-1954  Dario Ciccone
- 1954-1955  Otello Longhi
 Giovanni Venditto
- 1955-1956  Filippo Calabrese
- 1956-1957  Mario Cipolla
- 1957-1958  Domenico De Nicola
- 1958-1959  Giovanni Scannapieco
- 1959-1960  Antonio Punzi
 Imperio Petrosino
- 1960-1961  Carlo Passerini
- 1961-1962  Giacomo De Caprio
- 1962-1963  Dino Moscardo
 Carlo Passerini
- 1963-1964  Vasco Lenzi
- 1964-1965  Dino Moscardo
 Sergio Vergazzola
- 1965-1966  Pietro Santin
 Sergio Vergazzola
- 1966-1968  Elia Greco
- 1968-1969  Farnese Masoni
 Giacomo De Caprio
 Aldo De Fazio
- 1969-1970  Aldo De Fazio
 Sergio Vergazzola
 Aldo De Fazio
 Sergio Vergazzola e  De Menia
- 1970-1971  Sergio Vergazzola
 De Menia e  Magi
- 1971-1972  Gianni Di Marzio
- 1972-1973  Egidio Di Costanzo
 Cecco Mazzetti
- 1973-1974  Lino De Petrillo
- 1974-1975  Pier Luigi Meciani
 Luigi Fasolino
- 1975-1976  Antonio Pasinato
- 1976-1977  Pietro Santin
 Renzo Corni
- 1977-1978  Bruno Giorgi
- 1978-1979  Bruno Giorgi
 Bruno Mazzia
- 1979-1980  Mario Santececca
 Roberto Balestri
- 1980-1981  Claudio Tobia
 Nicola Chiricallo
- 1981-1982  Lamberto Leonardi
- 1982-1983  Piero Camozzi
 Giacomo Losi
 Luigi Fasolino
- 1983-1984  Francisco Lojacono
 Giuseppe Caramanno
- 1984-1985  Giuseppe Caramanno
 Lino De Petrillo
- 1985-1986  Luigi Fasolino
 Ezio Volpi
- 1986-1987  Beniamino Cancian
- 1987-1988  Vincenzo Montefusco
- 1988-1989  Carmine Vicidomini
 Luigi Fasolino
- 1989-1990  Luigi Fasolino
 Lodato
 Giuseppe Cresci
 Lodato
 Egidio Sironi
- 1990-1991  Roberto Chiancone
 Egidio Sironi
 Guglielmo Russo
- 1991-1992  Guglielmo Russo
 Salvatore Esposito
- 1992-1993  Mario Pietropinto
 Volpicelli
 Tom Angrisani
- 1993-1994  Pasquale Sabia
 Lamberto Leonardi
- 1994-1995  Pasquale Santosuosso
 Luigi Delneri
- 1995-1996  Luigi Delneri
- 1996-1997  Marco Maestripieri
 Gianni Balugani
- 1997-1998  Giovanni Simonelli
- 1998-1999  Aldo Cerantola
 Marco Alessandrini
 Giovanni Simonelli
- 1999-2000  Roberto Chiancone
 Bruno Giordano
 Roberto Chiancone
- 2000-2001  Franco Villa
 Donato Anzivino
 Gaetano Zeoli
- 2001-2002  Piero Cucchi
 Francesco Dellisanti
 Piero Cucchi
 Pietro Paolo Virdis
- 2002-2003  Ezio Capuano
 Francesco Tudisco
 Adriano Buffoni
- 2003-2004  Pasquale Ussia
- 2004-2005  Nicola Provenza
 Fabrizio Fabris
 Ignazio Arcoleo
 Fabrizio Fabris
- 2005-2006  Roberto Chiancone
- 2006-2007  Raffaele Sergio
 Francesco Paolo Specchia
 Pasquale Casale
- 2007-2008  Silvio Paolucci
 Alessandro Erra
- 2008-2009  Pasquale Ussia
 Franco Giugno
 Matteo Pastore
 Pino Rigoli
 Matteo Pastore
- 2009-2010  Matteo Pastore
 Pasquale Padalino
 Matteo Pastore
- 2010-2011  Gaetano Auteri
- 2011-2012  Gaetano Auteri (1ª-21ª)
 Salvatore Campilongo (22ª-23ª)
 Gaetano Auteri (24ª-42ª)
- 2012-2013  Gaetano Auteri
- 2013-2014  Gaetano Fontana
- 2014-2015  Vincenzo Criscuolo
- 2015-2016  Pasquale Esposito (1ª-12ª)[68]
 Vincenzo Maiuri (13ª-30ª)[69]
- 2016-2017  Vincenzo Maiuri (1ª-9ª)
 Giovanni Simonelli (10ª-34ª e play-off)
- 2017-2018  Massimo Morgia
- 2018-2019  Gerardo Viscido (1ª-28ª)
 Roberto Chiancone (29ª-34ª)
- 2019-2020  Nello Di Costanzo (1ª-8ª)
 Marcello Esposito (9ª-26ª)
- 2020-2021  Giovanni Cavallaro
- 2021-2022  Giovanni Cavallaro (1ª-34ª)
 Agostino Spica (35ª-38ª e play-off)
- 2022-2023  Giuseppe Sannino (1ª-5ª)
 Nunzio Zavettieri (6ª-20ª)
 Alessandro Erra (21ª-34ª)
- 2023-2024  Gianluca Esposito (1ª-7ª)
 Marco Nappi (8ª-34ª e play-off)
- 2024-2025  Raffaele Novelli (1ª-14ª)
 Salvatore Campilongo (15ª-?ª)

- 1910-1912  Carlo Cattapani
- 1912-1919  Manlio Spera
- 1919-1930  Salvatore Buonocore
- 1930-1931  Domenico Siniscalchi
- 1931-1932  Carlo Canger
- 1932-1934 ...
- 1934-1935  Salvatore Gabola
- 1935-1945 ...
- 1945-1950  Francesco Spinelli e  D'Alessio[6]
- 1950-1951  Alfonso Amato
 Luigi Angrisani
- 1951-1953  Luigi Angrisani
- 1953-1954  Gaetano Schiavo
- 1954-1955  Antonio Angrisani
- 1955-1956  Antonio De Vito
- 1956-1957 ...
- 1957-1959  Gaetano Buscetto
- 1959-1960  Francesco Di Florio (Comm. straor.)
- 1960-1961  Francesco Di Florio
- 1961-1964  Silvio Siniscalchi
- 1964-1965 ...
- 1965-1967  Carmine Maiorino
- 1967-1968  Gerardo Esposito
- 1968-1972  Carmine Maiorino
- 1972-1974  Vincenzo Villani
- 1974-1979  Antonio Orsini
- 1979-1980  Antonio Orsini
 Vito Colombo
- 1980-1982  Guglielmo Esposito
- 1982-1984  Antonio Orsini
- 1984-1985  Antonio Orsini
 Mario Stanzione
- 1985-1986  Pasquale Genovese
- 1986-1987  Pasquale Genovese
 Gerardo Avellino
- 1987-1988  Franco Zarrella
- 1988-1990  Angelo Villani
- 1990-1991  Angelo Villani
 Raffaele Fasolino
 Luigi Lambiase
- 1991-1993  Raffaele Fasolino
- 1993-1995  Carlo Albani
- 1995-1997  Francesco Maglione
- 1997-1998  Costabile D'Agosto
- 1998-1999  Mario Gambardella
- 1999-2000  Francesco D'Angelo
- 2000-2003  Mario Gambardella
- 2003-2004  Giuseppe Marrazzo
- 2004-2005  Nicola Padovano
- 2005-2006  Luigi Benevento
 Francesco D'Angelo[70]
- 2006-2007  Mario Gambardella
 Carmine Nunziata
- 2007-2008  Giuseppe De Marinis
- 2008-2009  Giuseppe De Marinis e  Giovanni Citarella
- 2009-2012  Giovanni Citarella
- 2012-2013  Christian Citarella
- 2013-2014  Luigi Benevento
- 2014-2015  Silvio Cuofano
- 2015-2018  Nicola Padovano
- 2018-2022  Paolo Maiorino
- 2022-2023  Giancarlo Natale
- 2023-oggi  Raffaele Stella

## Palmarès

### Competizioni nazionali
- Supercoppa di Lega di Prima Divisione: 1

2011

### Competizioni interregionali
- Serie C: 2

1946-1947 (girone A), 1977-1978 (girone C)
- Lega Pro Prima Divisione: 1

2010-2011 (girone B)
- Serie C2: 2

1985-1986 (girone D), 1994-1995 (girone C)
- Serie D: 1

1972-1973 (girone F)

### Competizioni regionali
- Prima Categoria: 1

1961-1962 (girone D)
- Promozione: 1

1988-1989 (girone C)
- Eccellenza: 2

1992-1993 (girone B), 2015-2016 (girone B)
- Coppa Italia Dilettanti Campania: 1

2015-2016

### Altri piazzamenti
- Serie C1:

Terzo posto: 1981-1982 (girone B), 1995-1996 (girone B)
- Serie C2:

Secondo posto: 1983-1984 (girone D)
Terzo posto: 2002-2003 (girone C)
- Serie D:

Secondo posto: 1963-1964 (girone E), 1971-1972 (girone G), 2008-2009 (girone H)
Terzo posto: 1964-1965 (girone F), 1967-1968 (girone G), 2007-2008 (girone I), 2008-2009 (girone I), 2016-2017 (girone H), 2017-2018 (girone I)
- Campionato Nazionale Dilettanti:

Secondo posto: 1993-1994 (girone H)
- Promozione:

Secondo posto: 1951-1952 (girone M), 1954-1955 (girone B), 1956-1957 (girone B)
- Prima Categoria:

Secondo posto: 1960-1961 (girone D)
- Coppa Italia Serie C:

Finalista: 1996-1997
- Coppa Italia Lega Pro:

Semifinalista: 2010-2011

### Onorificenze
- Stella di bronzo al Merito Sportivo: 1996

## Statistiche e record

### Partecipazione ai campionati
Campionati nazionali
| Livello | Categoria                       | Partecipazioni | Debutto   | Ultima stagione | Totale |
| ------- | ------------------------------- | -------------- | --------- | --------------- | ------ |
| 2º      | Serie B                         | 3              | 1947-1948 | 2011-2012       | 3      |
| 3º      | Seconda Divisione               | 1              | 1927-1928 | 1927-1928       | 29     |
| 3º      | Campionato Meridionale          | 1              | 1928-1929 | 1928-1929       | 29     |
| 3º      | Prima Divisione                 | 1              | 1929-1930 | 1929-1930       | 29     |
| 3º      | Serie C                         | 9              | 1945-1946 | 1977-1978       | 29     |
| 3º      | Serie C1                        | 14             | 1979-1980 | 2001-2002       | 29     |
| 3º      | Lega Pro Prima Divisione        | 3              | 2010-2011 | 2013-2014       | 29     |
| 4º      | Promozione                      | 2              | 1950-1951 | 1951-1952       | 33     |
| 4º      | IV Serie                        | 3              | 1952-1953 | 1957-1958       | 33     |
| 4º      | Serie D                         | 19             | 1962-1963 | 2024-2025       | 33     |
| 4º      | Serie C2                        | 8              | 1983-1984 | 2006-2007       | 33     |
| 4º      | Lega Pro Seconda Divisione      | 1              | 2009-2010 | 2009-2010       | 33     |
| 5º      | Campionato Nazionale Dilettanti | 1              | 1993-1994 | 1993-1994       | 5      |
| 5º      | Campionato Interregionale       | 2              | 1989-1990 | 1990-1991       | 5      |
| 5º      | Serie D                         | 2              | 2007-2008 | 2008-2009       | 5      |

La Nocerina ha preso parte a 83 campionati, di questi 64 stagioni sportive riguardano tornei di livello nazionale. L'esordio è avvenuto nel 1927. Sono compresi nel computo 3 tornei del Direttorio Meridionale (C) e 8 tornei di Serie C2. Nelle annate dal 1930 al 1945, dal 1954 al 1957, dal 1958 al 1962, la stagione 1988/89, e le annate dal 1991 al 1993, la Nocerina ha partecipato ai tornei del Comitato Regionale Campano, cui afferiva anche anteriormente al 1927.
Campionati regionali
| Livello | Categoria             | Partecipazioni | Debutto   | Ultima stagione | Totale |
| ------- | --------------------- | -------------- | --------- | --------------- | ------ |
| I       | Seconda Divisione     | 6              | 1921-1922 | 1934-1935       | 19     |
| I       | Promozione            | 5              | 1920-1921 | 1988-1989       | 19     |
| I       | Campionato Dilettanti | 1              | 1958-1959 | 1958-1959       | 19     |
| I       | Prima Categoria       | 3              | 1959-1960 | 1961-1962       | 19     |
| I       | Eccellenza            | 4              | 1991-1992 | 2015-2016       | 19     |

### Partecipazione alle coppe
| Competizione                          | Partecipazioni | Debutto   | Ultima stagione | Totale |
| ------------------------------------- | -------------- | --------- | --------------- | ------ |
| Coppa Italia                          | 9              | 1982-1983 | 2013-2014       | 9      |
| Coppa Italia Semiprofessionisti       | 8              | 1972-1973 | 1980-1981       | 31     |
| Coppa Italia Serie C                  | 19             | 1981-1982 | 2006-2007       | 31     |
| Coppa Italia Lega Pro                 | 4              | 2009-2010 | 2013-2014       | 31     |
| Supercoppa di Lega di Prima Divisione | 1              | 2011      | 2011            | 1      |
| Coppa Italia Serie D                  | 6              | 2007-2008 | 2019-2020       | 6      |
| Coppa Italia Dilettanti               | 1              | 2015-2016 | 2015-2016       | 1      |

### Statistiche di squadra
- Maggior numero di punti in campionato

Stagione 2015-2016: 80 punti.
- Maggior numero di vittorie in campionato

Stagione 2015-2016: 26 vittorie su 30 gare.
- Maggior striscia di partite utili

30 incontri. La squadra fu imbattuta, spareggi compresi, dalla 9ª giornata della stagione 1961-1962 alla 5' giornata della stagione 1962-1963.
- Maggior numero di vittorie consecutive

13 (dalla dodicesima alla ventiquattresima giornata della stagione 2015-2016).
- Maggior numero di vittorie in casa

15 (stagione 1961-1962 e stagione 1972-1973)
- Maggior numero di vittorie esterne

12 (stagione 2015-2016).
- Imbattibilità interna

62 incontri consecutivi (dalla sesta giornata della stagione 1970-1971 alla ventunesima giornata della stagione 1973-1974).
- Maggior numero di reti segnate

74 (Stagione 2015-2016).
- Minor numero di reti subite

13 (Stagione 1977-1978)
- Record imbattibilità del portiere

1029 minuti. Appartiene ad Ugo Bartoli nella stagione 1923-1924.
- Capocanniere

Foglia (stagione 1961-1962; Pasquale Carotenuto con 23 gol stagionali).
- Maggior numero di reti segnate in un incontro

Nocerina - Pontecagnano 10-0 (stagione 1992-1993).
- Maggior numero di reti segnate da un solo giocatore in un incontro

Liguori, 5 gol nell'incontro Nocerina - Flos Carmeli 6-1 (campionato 1954-1955).
- Maggior vittoria esterna

Ciampino - Nocerina 0-7 (stagione 2016-2017).
- Maggior numero di pareggi in campionato

19 (Stagione 1973-1974).
- Maggior numero di sconfitte

22 (stagione 2011-2012).
- Maggior striscia di sconfitte consecutive

8 (dalla ventiduesima alla ventinovesima giornata della stagione 1959-1960 e dalla ventitreesima alla trentesima giornata della stagione 2004-2005).
- Maggior striscia di sconfitte casalinghe

8 (stagione 2004-2005).
- Maggior striscia di partite senza vittoria

17 (stagione 2004-2005 dalla quattordicesima giornata del girone di andata, alla quattordicesima giornata del girone di ritorno e stagione 2011-2012 dalla tredicesima giornata del girone di andata, all'ottava giornata del girone di ritorno).
- Peggior sconfitta interna

Nocerina - Scafatese 1-7 (1959-1960)
- Peggior sconfitta esterna

Arsenal Messina - Nocerina 8-0 (stagione 1948-1949).

### Statistiche individuali
| Record di presenze - 263 Roberto Chiancone - 207 Amedeo Rosamilia - 197 Giancarlo Mattucci - 154 Vincenzo Criscuolo - 151 Pino Bonaiuti - 146 Otello Longhi - 145 Gianni Scannapieco - 139 Mario Busidoni - 138 Franco Pucci - 137 Salvatore Avallone - 120 Giovanni Cavallaro | Record di reti - 58 Giovanni Cavallaro - 42 Giancarlo Mattucci - 42 Augusto Foglia - 42 Francesco Tortora - 41 Pino Bonaiuti - 41 Stanislao Bozzi - 30 Fabio Mazzeo - 30 Luigi Vastola - 28 Luigi Castaldo - 28 Otello Longhi - 27 Lorenzo Battaglia - 27 Oberdan Marchionni - 27 Armando Palma - 27 Pasquale Carotenuto - 26 Emilio Belmonte - 26 Giuseppe Fucile - 25 Giuseppe Ranisi |

## Tifoseria

### Storia

Gli ultras molossi negli anni ottanta.

Il primo e vero gruppo organizzato sugli spalti nocerini fu quello dei Mastiffs, che nacque a fine anni '70, in seguito alcuni membri storici di tale gruppo decisero di trasferirsi nel settore distinti col nome di Vecchio Blocco. 
La tifoseria organizzata al seguito dei molossi è stata formata nel tempo da gruppi ultras: Arenula, Bothers 1987, Estranei alla Massa 1992, Massive, Gate11, Nocera Casual, South Warriors, Rione Gelsi, Scelta di Vita, Millenovecentodieci MCMX e Rione Piedimonte. Alcuni di essi si sono sciolti dopo l'adozione della tessera del tifoso (A.G.N. Ultras e Ultras Passamano), altri (come i Bothers 1987) per scelta propria. La curva molossa è dichiaratamente apolitica.
In concomitanza del ritorno in Serie D dei molossi nel 2016, i gruppi organizzati del settore curva iniziano ad accomunarsi sotto il nome di Nuvkrinum Curva Sud, chiaro rimando alle origini dell'antica Nuceria.

### Gemellaggi e rivalità
Attualmente la tifoseria organizzata nocerina non sostiene alcun gemellaggio ufficiale. Degno di nota il gemellaggio che ha legato per svariati anni i molossi alla tifoseria della Turris. Risalente alla stagione di Serie D 2008-2009, dopo alcuni screzi negli anni ottanta, il rapporto viene interrotto nel 2025 attraverso un comunicato da uno dei principali gruppi ultras al seguito della Turris, ossia "Ultras Torre del Greco". Il rapporto di amicizia più datato è quello con la tifoseria del Catanzaro, altri sono quelli con Angri, Avellino, Casarano (interrotto), Potenza, Sorrento, Portici (rapporto favorito dal gemellaggio dei molossi con la Turris), Torino (con questi ultimi in particolare c'è rispetto per il ricordo di Ernest Erbstein).
Con la tifoseria del Cosenza è poi esistito un ulteriore rapporto di forte amicizia (e in passato anche gemellaggio), rapporto interrotto nel 2011.
Esiste anche un rapporto di amicizia tra il gruppo Beata Giuoventù del Bologna e quello nocerino degli Estranei alla Massa 1992. Infine ci sono stati buoni rapporti con i sostenitori del Pordenone e del Ragusa.
Le rivalità maggiori sono con i tifosi del Savoia (scaturiti dai numerosi scontri negli anni '90 con i tifosi oplontini e dal gemellaggio con la Turris)  e con i tifosi della Salernitana. Le rivalità agonistiche e i derby calcistici avvertiti in modo maggiore dai tifosi nocerini sono indubbiamente quelle con le tifoserie corregionali di Benevento, Cavese, Juve Stabia (inizialmente i rapporti tra le due tifoserie erano buoni, ma sono poi scemati visto il gemellaggio avuto dagli stabiesi col Savoia), Paganese (rivalità che affonda le radici nella dissoluzione della città di Nocera dei Pagani). Altre rivalità o contrasti avvertiti, ma generalmente meno sentiti, sono quelle fuori e dentro regione nei confronti di Fidelis Andria, Bari, Barletta, Latina, Battipagliese (inizialmente i rapporti erano distesi, vista la comune rivalità con la Salernitana. Scemati poi negli anni '90), Brindisi, Gladiator, Monopoli, Casertana, Acireale, Cosenza, Foggia (negli anni '80 intercorrevano buoni rapporti tra le tifoserie, poi però deteriorati negli anni successivi), Nola, Frosinone (per via del gemellaggio con gli acerrimi rivali della Paganese), Lecce, Perugia, Melfi (rivalità nata dopo la doppia sfida play-out nel campionato di C2 2006/07 culminata con la retrocessione della compagine rosso-nera in Serie D), Matera, Messina, Palermo, Taranto, Pisa (rivalità sfociata nella stagione 2012-2013) e Verona. Il risultato del bilancio effettuato segna che il 70% delle tifoserie in Italia sono rivali con la Nocerina. Infine dopo la decisione da parte della tifoseria corallina di interrompere il gemellaggio tra le due città, la Nocerina resta una delle poche tifoserie in Italia a non essere gemellata con nessuno.

## Sezione Futsal
Nel 2018, per questioni societarie, la squadra iscrive una formazione nel campionato dei futsal regionale Under 19 e giocando le sue gare interne al PalaCoscioni. Riprendendo così, seppur in parte, il progetto polisportivo tentato nel 2015.
Nel 2024 la società nocerina Premium Futsal, acquisisce denominazione e logo della Nocerina, scendendo in campo come Nocerina Calcio a 5 e disputando la Serie C2 del campionato nazionale di Futsal.